# Отрицание Холокоста во Франции
Отрицание Холокоста во Франции -— замалчивание, преуменьшение либо отрицание сущности Холокоста в том виде, в котором его описывает общепринятая историография.

## Особенности
Отличительными чертами французского отрицания Холокоста стали глубокое проникновение в академическую среду, объединение вокруг антисемитизма и отрицания ультралевых и ультраправых, а также использование отрицания Холокоста исламистами для делигитимации Израиля.
Как пишет политолог Валери Игуне, отрицатели Холокоста использовали дискурсивную инверсию: переворачивание ответственности за развязывание Второй мировой войны и переворачивание понятия жертвы. Изначально евреи обвинялись в манипуляциях и искажении истории, а жертвами этих манипуляций назывались немцы. В дальнейшем после Шестидневной войны в июне 1967 года на Ближнем Востоке жертвами были назначены арабы, а виновными израильтяне.

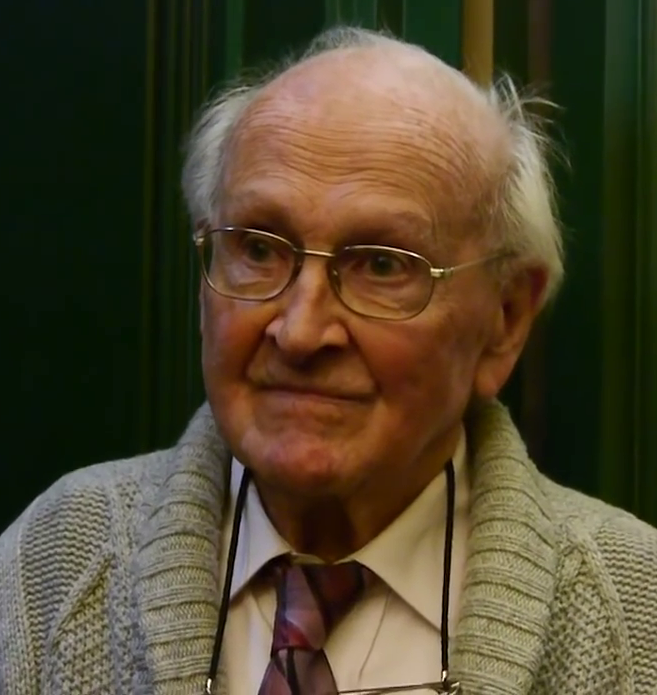
Робер Фориссон — один из самых известных французских отрицателей Холокоста

Особенностью деятельности академических отрицателей Холокоста во Франции была в том, что они систематически использовали для этого «литературные интепретации». В частности, скандальная диссертация Анри Рока была защищена на кафедре литературы, а не истории. Литературоведами были также Робер Фориссон и ряд других отрицателей.

## История
У истоков отрицания Холокоста во Франции стояли ультраправые. Для реабилитации коллаборационистского режима Виши им необходимо было противостоять обвинениям в преступлениях военного времени и в частности в отношении геноцида евреев. Франция была сосредоточена на возвращении французских депортированных и военнопленных. Поскольку левые и лидеры Сопротивления не интересовались темой Холокоста, антисемитским пропагандистам было несложно распространять утверждения, что евреи пострадали примерно так же, как и все остальные. В течение нескольких десятилетий французы были самыми активными отрицателями и большинство известных работ по этой тематики исходили от французских авторов.
Инициатором этого движения был ведущий теоретик французского неофашизма Морис Бардеш, который боролся за реабилитацию своего зятя Робера Бразийака, расстрелянного 6 февраля 1945 года как коллаборациониста. Уже в 1947 году в эссе «Письмо Франсуа Мориаку» Бардеш осуждал послевоенные чистки коллаборационистов и нападал на деятелей Сопротивления. В этом эссе появляются слова «ложь» и «фальсификация» в отношении геноцида евреев.
В книге «Нюрнберг, или Земля обетованная» (1948) Бардеш заложил дискурсивные основы исторического ревизионизма. По его мнению, евреи развязали Вторую мировую войну, вместе с союзниками они создали лагеря смерти, чтобы внушить международному сообществу чувство вины, получить Государство Израиль как возмещение и первый шаг к мировому господству. По утверждению Бардеша нацистский режим никогда не уничтожал евреев. Нацисты перемещали евреев на Восток для использования их труда, в лагерях смерти газом травили только вшей. Отрицание истории у последователей Бардеша соединялось с крайним антисемитизмом и верой в теории заговора, включая известную российскую дореволюционную фальшивку «Протоколы сионских мудрецов».
Поль Рассинье во время войны был участником Сопротивления и узником Бухенвальда. После освобождения из лагеря в 1945 году он вернулся во Францию и был избран членом Национального собрания от Социалистической партии. В парламенте он проработал один год. После этого он занялся публицистикой и стал одним из наиболее известных отрицателей Холокоста.
Мировоззрение Рассинье после войны постепенно менялись от анархизма и пацифизма к крайне правым взглядам. Это отразилось в его публикациях. Вначале (в книге «Пересечение черты», 1948) он снимал вину за зверства в концлагерях с нацистов и СС и перекладывал её на самих узников — капо, старших по баракам и так далее и отказывал в достоверности любым свидетельствам очевидцев, которые противоречили его мнению. В 1961 году вышло первое масштабное исследование Холокоста, написанное историком Раулем Хильбергом — книга «Уничтожение европейских евреев». Рассинье в 1964 году в книге «Драма европейских евреев» попытался оспорить выводы Хильберга. Среди прочего он заявил, что газовых камер у нацистов не было, а «миф» о 6 миллионах уничтоженных евреев — «циничная фальсификация», нужная Израилю для получения денег от Германии последующего захвата контроля над мировыми финансами.
Рассинье и Бардеш заложили основы отрицания Холокоста во Франции, и их идеи получили развитие в работах их ученика Робера Фориссона, бывшего профессора Лионского университета, ставшего одним из самых известных отрицателей Холокоста. Также в 1970-е среди французских отрицателей занимал важное место Франсуа Дюпра — бывший троцкист, а затем ультраправый националист и антисионист. В период 1967—1978 гг. отрицание Холокоста не привлекло большого количества новых сторонников. В целом в это время отрицатели Холокоста опирались на «антисионизм», чему способствовали Шестидневная война и Война Судного дня (1973).
4 ноября 1978 года бежавший в Испанию бывший руководитель Генерального комиссариата по еврейским вопросам коллаборационистского правительства Виши Луи Даркье де Пельпуа заявил в интервью французскому еженедельнику L’Express, что газовые камеры и Холокост в целом были «творением сатанинской еврейской пропаганды». В дальнейшем следы французского фашизма и ревизионизма были заметны не только в академической среде, но и в политике — их выражением стали высказывания и деятельность Жана-Мари Ле Пена и его партии «Национальный фронт».

## Скандалы в университете Лион-3
С 1980 по 2000 год одно из высших учебных заведений, Лионский университет имени Жана Мулена (так называемый Университет Лион-3) неоднократно оказывался в центре антисемитских и связанных с отрицанием Холокоста скандалов с участием сотрудников и студентов университета (в частности, Бернара Нотена и Жана Плантена).

## Преследование
Во Франции публичное отрицание Холокоста уголовным преступлением согласно статьи 9 закона Гейссо 1990 года, в которой сформулирован запрет на отрицание преступлений против человечности, установленных приговором Нюрнбергского трибунала.